# Volgográd Aréna
A Volgográd Aréna (orosz nyelven: Волгоград Арена) az oroszországi Volgográdban, a régi központi stadion helyén épült, 2018-ban átadott labdarúgóstadion. A 2018-as labdarúgó-világbajnokság egyik helyszíne.
A korábbi létesítményt 2014 végére bontották le, az építkezés ezt követően kezdődött. A Volga partján emelt 45 ezer férőhelyesre tervezett stadionban az első mérközést 2018. április 21-én rendezték meg. A korábbi, lebontott stadion a helyi "Rotor" labdarúgócsapat otthona volt, és a világbajnokság után az új létesítmény is a csapaté lesz, bár lehet, hogy befogadóképességét 10 ezerrel csökkentik. A labdarúgáson kívül a létesítmény ünnepségek, különféle szórakoztató és kulturális tömegrendezvények megtartására is alkalmas. 

## A Volgográd Aréna mérkőzései a 2018-as labdarúgó-világbajnokságon
| 2018. június 18. 21:00 (20:00) |

| Tunézia               | 1–2               | Anglia         |
| --------------------- | ----------------- | -------------- |
| Szászí 35' (11-esből) | (1–1) Jegyzőkönyv | Kane 11' 90+1' |

| Volgográd Aréna, Volgográd Nézőszám: 41 064 Játékvezető: Wilmar Roldán (kolumbiai) |

| 2018. június 22. 18:00 (17:00) |

| Nigéria      | 2–0               | Izland |
| ------------ | ----------------- | ------ |
| Musa 49' 75' | (0–0) Jegyzőkönyv |        |

| Volgográd Aréna, Volgográd Nézőszám: 40 904 Játékvezető: Matthew Conger (új-zélandi) |

| 2018. június 25. 17:00 (16:00) |

| Szaúd-Arábia                               | 2–1               | Egyiptom   |
| ------------------------------------------ | ----------------- | ---------- |
| Al-Faraj 45+6' (11-esből) Al-Dawsari 90+5' | (1–1) Jegyzőkönyv | Szaláh 22' |

| Volgográd Aréna, Volgográd Nézőszám: 36 823 Játékvezető: Wilmar Roldán (kolumbiai) |

| 2018. június 28. 17:00 (16:00) |

| Japán | 0–1               | Lengyelország |
| ----- | ----------------- | ------------- |
|       | (0–0) Jegyzőkönyv | Bednarek 59'  |

| Volgográd Aréna, Volgográd Nézőszám: 42 189 Játékvezető: Janny Sikazwe (zambiai) |